# Synapsis ilicifolia
Synapsis ilicifolia là một loài thực vật thuộc họ Schlegeliaceae. Đây là loài đặc hữu của Cuba. Chúng là loài duy nhất trong chi đơn loài Synapsis, được mô tả lần đầu vào năm 1866.